# مایستان بالا
مایستان بالا، روستایی از توابع بخش رحیم‌آباد شهرستان رودسر در استان گیلان ایران است. این روستا با روستاهای مایستان پایین و تلیکان همسایه بوده و در ۴۶ کیلومتری بخش رحیم آباد و در ۶۱ کیلومتری جنوب شرقی شهرستان رودسر واقع شده‌است. سایت روستای مایستان اشکور www.mayestan.ir

## جمعیت
این روستا در دهستان سیارستاق ییلاقی قرار دارد و براساس سرشماری مرکز آمار ایران در سال ۱۳۸۵، جمعیت آن ۳۵ نفر (۱۱خانوار) بوده‌است.